# Ayşe Erzan
Ayşe Erzan (* 1949 in Ankara) ist eine türkische theoretische Physikerin und emeritierte Professorin an der İstanbul Teknik Üniversitesi. Sie ist u. a. Trägerin des UNESCO-L’Oréal-Preises und des Rammal-Preises.

## Leben
Ayşe Erzan legte ihre Reifeprüfung in Istanbul ab und begann anschließend am Bryn Mawr College ein Physikstudium, das sie 1970 mit einem Bachelor abschloss. 1976 promovierte sie an der Stony Brook University.
Erzan kehrte danach nach Ankara zurück und wurde am Fachbereich Physik der Technischen Universität des Nahen Ostens wissenschaftliche Mitarbeiterin. Im Jahr 1977 wechselte sie an die İstanbul Teknik Üniversitesi. In dieser Zeit begann sie, sich für Frieden und Frauenrechte einzusetzen. Nach dem Militärputsch in der Türkei im Jahr 1980 verließ sie das Land. Von 1981 bis 1990 forschte und lehrte Erzan an verschiedenen Institutionen und Universitäten. In den Jahren 1981/82 arbeitete sie am Fachbereich für Theoretische Physik der Universität Genf. Von 1982 bis 1985 war sie wissenschaftliche Mitarbeiterin an der Universität Porto und anschließend bis 1987 Stipendiatin der Alexander-von-Humboldt-Stiftung am Fachbereich für Theoretische Physik der Philipps-Universität Marburg. Von 1987 bis 1990 forschte sie an der niederländischen Reichsuniversität Groningen. Erzan war dann kurz Forschungsstipendiatin am International Centre for Theoretical Physics in Triest, bevor sie 1990 als Professorin an die İstanbul Teknik Üniversitesi zurückkehrte. Außerdem forschte sie am Feza-Gürsey-Institut der Boğaziçi Üniversitesi. Im Jahr 2012 wurde sie emeritiert.

## Forschungsschwerpunkte
Zu Ayşe Erzan Forschungsschwerpunkten gehören Phasenübergänge, ungeordnete Systeme, Netzwerktheorien, Selbstorganisation in komplexen nichtlinearen Systemen mit Anwendungen in den Bereichen Erdbeben, Evolution sowie der Physik von Polymeren und Proteinen.

## Auszeichnungen und Ehrungen
Erzan wurde 1995 assoziiertes Mitglied der Türkischen Akademie der Wissenschaften und 1997 Vollmitglied. Im selben Jahr erhielt sie den Wissenschaftspreis der Türkischen Anstalt für Wissenschaftliche und Technologische Forschung. Im Jahr 2003 verlieh man Erzan den UNESCO-L’Oréal-Preis und 2009 den Rammal-Preis. Seit 2011 ist sie Mitglied der Academia Europaea. Für ihren Einsatz für die Menschenrechte erhielt sie 2020 den Andrei Sakharov Prize der American Physical Society. Sie ist Mitglied der Academy of Sciences for the Developing World und der Bilim Akademisi. Sie gehört zum Herausgebergremium des Journal of Statistical Physics und des European Physical Journal B.